# Marshfield (Massachusetts)
Marshfield (ursprünglich Rexham) ist eine nordamerikanische Hafenstadt und ein Touristikziel im County Plymouth im Marschland des Südosten vom US-Bundesstaates Massachusetts.
Die Einwohnerzahl beträgt rund 25.000, wächst in Sommermonaten auf etwa 40.000. Unter anderem wegen der in und um die Stadt vorhandenen ausgedehnten Badestrände, die nicht nur zum Schwimmen, sondern auch für andere Wassersportarten vielfach nutzbar sind.

## Stadtteile mit Postleitzahlen
- Marshfield 02050
- Brant Rock 02020
- Ocean Bluff 02065
- North Marshfield 02059
- Marshfield Hills 02051
- Green Harbor 02041

## Strände
Die Länge der öffentlichen Strände in Marshfield beträgt über acht Kilometer. Im Einzelnen sind dies die zu Brant Rock/Ocean Bluff gehörenden Blackman's Point, Bluefish Cove, Brant Rock, Ocean Bluff, Rebar und Sunrise Beach sowie die in anderen Stadtteilen befindlichen Strände Rexham, Fieldston, Burke's und Green Harbor Beach.

## Historische Ereignisse
Am Marshfield gegenüberliegenden Nordhaken der Halbinsel Kap Cod, die die Kap Cod Bucht vom Atlantik trennt, befand sich in der Nähe der heutigen Stadt Provincetown die Indianersiedlung Meeshawn. Dort landeten am 11. Novemberjul. / 21. November 1620greg. britische radikale Puritaner mit ihrem Segelschiff „Mayflower“ an. Sie gründeten landeinwärts die Kolonie Plymouth. Im Dezember 1773 fand aus Solidarität zu den Bostoner Protesten die Marshfield Tea Party statt.
Von einer Station im Stadtteil Brant Rock strahlte das Team um Reginald Fessenden und Ernst Fredrik Werner Alexanderson an Weihnachten des Jahres 1906 die erste Hörfunksendung der Welt mittels eines Alexanderson-Alternator aus.
- → Siehe auch: Drahtlose Ausstrahlungen und Geschichte des Hörfunks

## Söhne und Töchter der Stadt
- John Thomas (1724–1776), Arzt und Generalmajor der Kontinentalarmee
- Edward P. Little (1791–1875), Politiker
- Joseph W. Clift (1837–1908), Politiker
- David Joy (1901–1995), Filmtechniker
- Mike Sullivan (* 1968), Eishockeyspieler und -trainer
- Ryan Warsofsky (* 1987), Eishockeyspieler und -trainer
- David Warsofsky (* 1990), Eishockeyspieler